# Baie de l'Abondance (région)
Pour les articles homonymes, voir Baie de Plenty et Baie de l'Abondance.
La rivière Whakatane River (en arrière-plan) est l'une des huit rivières principales qui se déversent dans la baie.
La Baie de l'Abondance (en anglais : Bay of Plenty, BoP, en maori de Nouvelle-Zélande : Te Moana-a-Toi) est une région de Nouvelle-Zélande située dans le Nord-Est de l'Île du Nord. Sa plus grande ville est Tauranga, à l'ouest. C'est une large indentation de la côte nord de l'Île du Nord de la Nouvelle-Zélande. Elle s'étire de la péninsule de Coromandel à l'Ouest jusqu'au cap Runaway à l'Est sur 259 km de ligne de côte. La région de la baie de l'Abondance est située autour d'une étendue d'eau et comprend plusieurs îles de la baie.

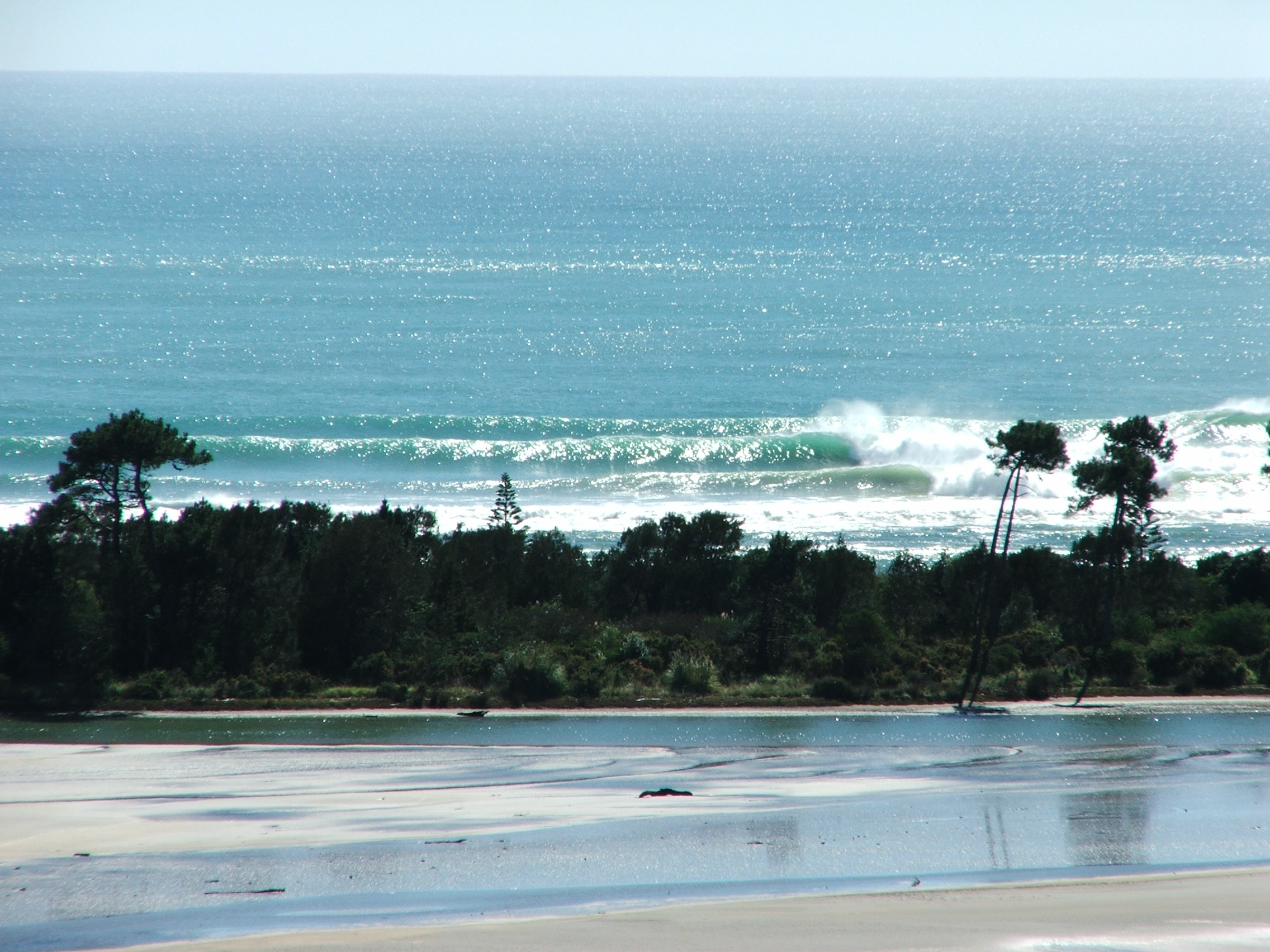
La baie de Plenty vue de Whakatane.

## Histoire
Les Maoris dénomment la baie : Te Moana-a-Toi (« la mer de Toi »), en référence à un explorateur ancestral nommé Toi-te-huatahi, dont le nom a été donné à de nombreuses zones importantes de la région. De nombreux waka arrivent avec des colons en provenance de la partie est de la Polynésie vers le XIIIe siècle, il s'agit de : Mataatua, Nukutere, Tainui, Te Arawa et Takitimu.
Le nom de « baie de l'Abondance » a pour origine l'explorateur anglais James Cook durant son expédition de 1769–70 en Nouvelle-Zélande, qui note l'abondance des ressources de cette région. En 1830, les Européens commencent à s'installer dans cette zone de l'île.
Le 5 octobre 2011, le navire MV Rena touche terre au niveau du récif de l'Astrolabe dans la baie causant une marée noire,, décrite comme le pire désastre environnemental de la Nouvelle-Zélande.

## Géographie

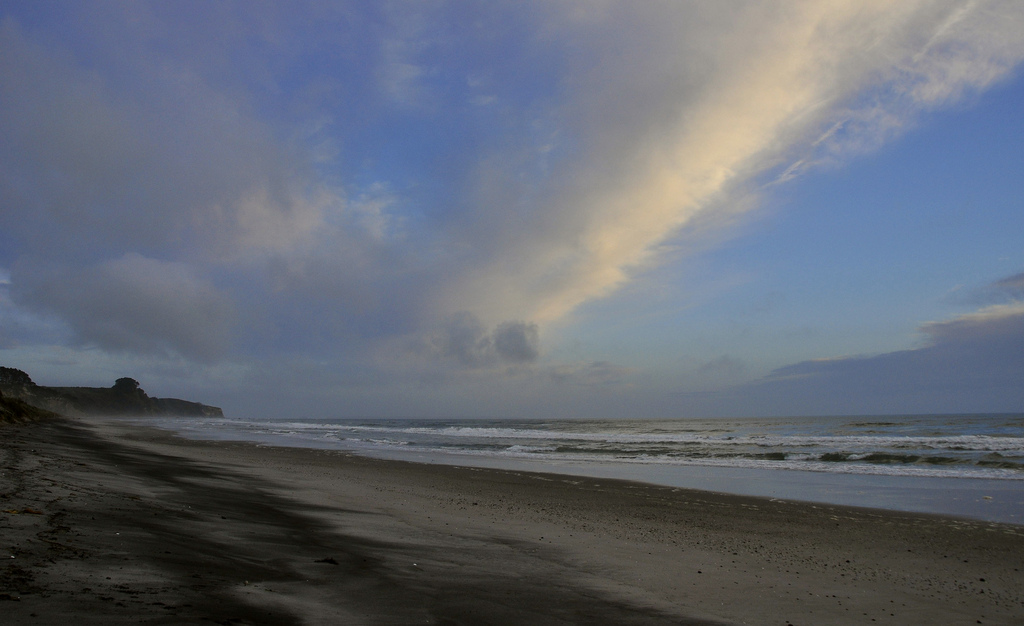
Plage de Pukehina.

La côte de la plage de Waihi à l'Ouest jusqu'à Opape est une côte formée de sable alors que la côte d'Opape jusqu'au cap Runaway est rocheuse.
Les ports de taille significative sont situés à Tauranga, Whakatane et Ohiwa. Les estuaires principaux comprennent Maketu, Little Waihi, Whakatane, Waiotahi et la rivière Waioeka/Otara. Huit rivières principales se déversent dans la baie à partir des zones de captation de l'intérieur du pays : Wairoa River, Kaituna, Tarawera, Rangitaiki, Whakatane, Waioeka, Motu and Raukokore rivers.
La baie comporte de nombreuses îles et des volcans actifs comme sur l'île Blanche (Whakaari / White Island) située à 50 kilomètres de la côte à l'Est de la baie. D'autres îles étendues comprennent d'Ouest en Est Matakana Island, Mayor Island / Tuhua, Motiti Island, et Moutohora Island.

## Démographie
| Groupes ethniques                                 | Valeurs absolues | %    |
| ------------------------------------------------- | ---------------- | ---- |
| Population                                        | 267 741          | 100  |
| Ethnicité établie                                 | 250 584          | 93,6 |
| Européens                                         | 159 849          | 59,7 |
| Maoris                                            | 39 714           | 14,8 |
| Métis                                             | 31 881           | 11,9 |
| Asiatiques                                        | 11 241           | 4,2  |
| Océaniens non Maoris                              | 3 126            | 1,2  |
| Moyens-Orientaux, Latinos-Américains et Africains | 957              | 0,4  |
| Autres                                            | 3 816            | 1,4  |
| Ethnicité non établie                             | 17 157           | 6,4  |

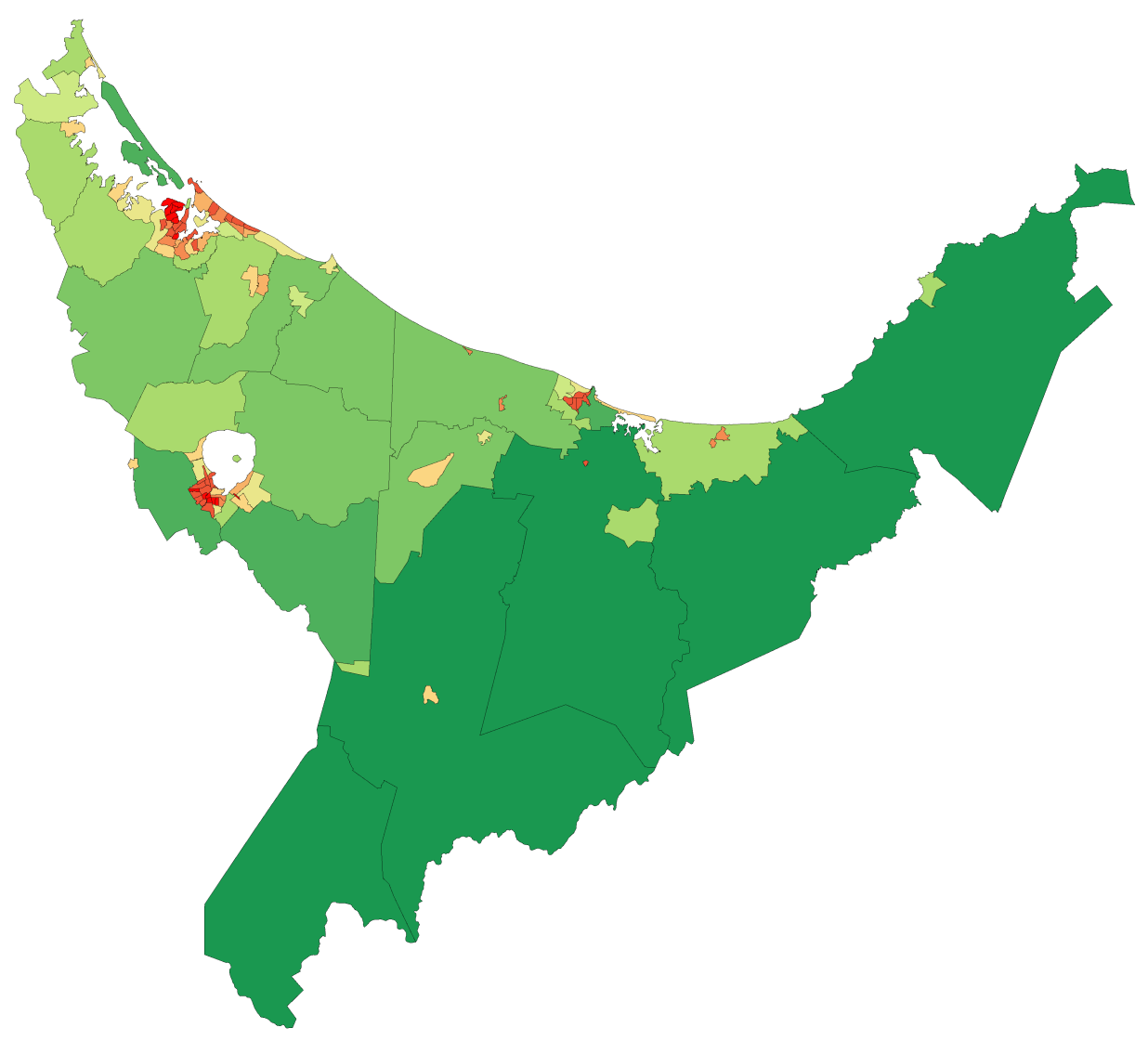
Densités de population en 2006.

La côte est dotée de plusieurs zones de colonisation de taille notable, la plus importante étant la conurbation de la ville de Tauranga et de ses voisins Mount Maunganui à l'ouest. La ville de Whakatane est située au centre de cette côte. Les autres villes sont Waihi Beach, Katikati, Maketu, Pukehina Beach et Opotiki.
La plus grande partie de la population établie le long de la côte est concentrée dans la partie Ouest et centrale de ces rivages ; la partie Est est le siège d'un pays de collines avec une population plus clairsemée.

## La région
Le gouvernement local de la région a estimé une population de 260 300 habitants en 2006. Elle devrait atteindre 277 900 habitants d'ici 2011.
La région comprend deux villes principales  : Tauranga, avec une population de 106 500 habitants, et Rotorua, comprenant 55 100 habitants.
Le Conseil régional de la Baie de l'Abondance a été installé dans la ville de Whakatane au décours d'un compromis ; en 2007, il fut décidé de le déplacer à Tauranga. Parmi les autres villes de la région, on trouve Te Puke, Kawerau, Katikati et Opotiki. Citons aussi Mt Maunganui et Papamoa, qui sont des faubourgs de Tauranga mais parfois considérés comme des villes à part entière. 

## Économie

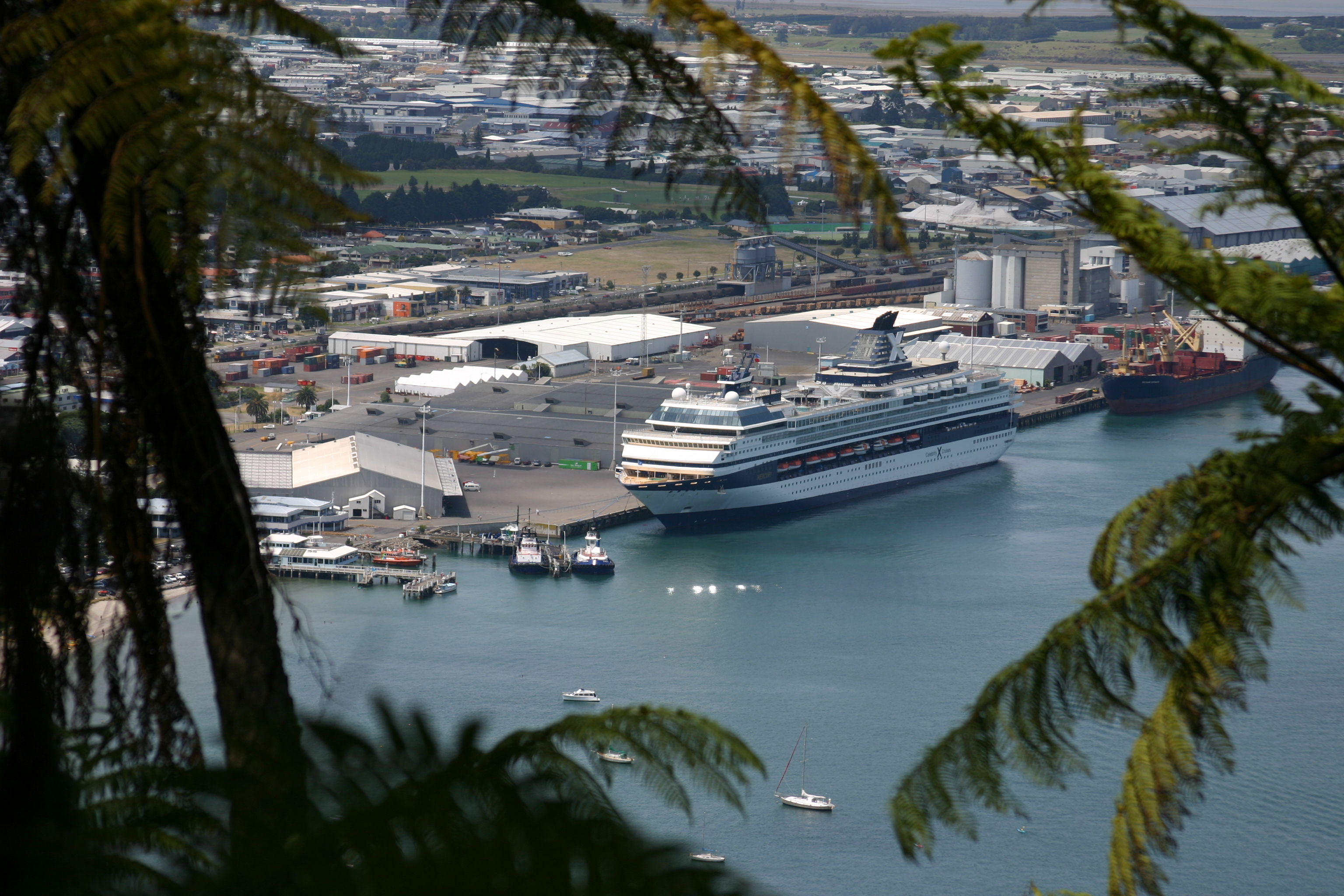
Le Port de Tauranga est le centre de l'activité économique de la région.

La baie de Plenty est une région populaire pour les plaisirs du bateau et de la pêche, en particulier autour du pied de la péninsule de Coromandel à l'extrémité Ouest de la baie. Le port de Tauranga est l'un des principaux ports de commerce de la Nouvelle-Zélande, transbordant d'importants arrivages de bois des régions forestières de l'intérieur de l'île.

## Tourisme
L'activité régionale est principalement engendrée par l'agriculture et le tourisme, avec Rotorua et sa région thermale très populaire. 
La baie de Plenty est une destination populaire pour les vacances du fait de son climat avec des étés chauds et ensoleillés, et ses plages publiques. L'observation des baleines est devenue une attraction populaire car de nombreux cétacés comme les baleines bleues et les baleines à bosse migrent jusque dans les eaux de la baie pour s'y reproduire.
La région est assez boisée et a une agriculture extensive. Le climat est semi-tropical, avec un temps chaud et humide la plupart du temps. Les principales cultures sont le kiwi, l'avocat et le bois. L'élevage, principalement formé d'ovins en Nouvelle-Zélande, est dans la BOP tout autant orienté vers les vaches laitières, surtout si on s'éloigne un peu des côtes. 
Les principales rivières sont :
- tributaire de la partie gauche de la baie = Raukokore River, Kereu River, Haparapara River
Motu River, Hawai River, Waioeka River ;
- tributaire de la partie droite de la baie = Waiotahi River, Whakatane River, Rangitaiki River
Tarawera River, Kaituna River, Wairoa River
Wainui River, Aongatete River, Otahu River
Wentworth River, Wharekawa River.